# Miroslav Luberda
Miroslav Luberda (* 18. prosince 1963 Dunajská Streda, Československo) je bývalý československý zápasník, volnostylař. V roce 1987 vybojoval 4. místo na mistrovství světa a v roce 1991 5. místo na mistrovství Evropy v supertěžké váze. V roce 1988 vypadl na olympijských hrách v Soulu v kategorii do 130 kg ve druhém kole. Čtyřikrát se stal mistrem Československa.